# Качаник (тврђава)
Качаник или Каљаја је градска тврђава у граду Качанику, на крајњем југу Србије, која се налази у непосредној близини ушћа Лепенца у Неродимку. Утврђење је подигнуто у XIV веку, а током отоманског периода (средина XVI века) је доживело значајно преправке.

## Изглед утврђења
Тврђава у Качанику има неправилну полигоналну основу, којом обухвата мало узвишење изнад ушћа две реке. Данас порушени улаз у њу се највероватније налазио дуж југоисточног бедема утврђења и вероватно је мостом преко Неродимке био повезан са самим насељем. Поред њега, у тврђаву се улазило и кроз капију на северном бедему, која постоји и данас.
Најочуванији део утврђеног Качаника је северни бедем са округлом кулом на свом источном крају. Она је првобитно имала дрвени кров и галерију на врху, али је касније ојачана са унутрашње стране и добила камени кров. Сам улаз у њу је полукружно засведен и украшен ређање опека у два реда.
Бедеми окренути ка рекама су добрим делом уништени, док се поред северног (који је на појединим местима очуван и до 6 метара висине), у нешто већој мери држе делови бедема, окренути ка граду (истоку). Локално становништво је камен, са спољашњих страна тврђаве, користило за своје потребе, због чега су данас само унутрашње фасаде задржале свој првобитан изглед. Сами бедеми су зидани на уобичајен начин, стављањем крупног тесаног камења споља и тзв. трпанца (комбинација малтера и стиног камења) унутра, док им дебљина варира од 1.5 до 2 метра.